# ノヴァヤ・モスクヴァ
ノヴァヤ・モスクヴァ（ロシア語: Новая Москва、「新モスクワ」の意）はロシア連邦沿海地方シコトヴォ地区にある小さな村（Село / セロ）で、ツェントラリネンスキー農村居住区域（Центральненское сельское поселение）に含まれる。
人口は114人（2005年）。
村内にはシコトヴォ - パルチザンスク間の連邦自動車道が通る。
この村には近年まで電話が通じていなかった。山がちな地形によって携帯電話も使用できなかった。しかし2006年に携帯電話会社НТКが新しく送信機を村に設置した。